# Saint-Jean-de-Thurac
Saint-Jean-de-Thurac är en kommun i departementet Lot-et-Garonne i regionen Nouvelle-Aquitaine i sydvästra Frankrike. Kommunen ligger i kantonen Puymirol som tillhör arrondissementet Agen. År 2022 hade Saint-Jean-de-Thurac 560 invånare.

## Befolkningsutveckling
Antalet invånare i kommunen Saint-Jean-de-Thurac
| Referens: INSEE |